# جريدة اليوم (السعودية)
صحيفة اليوم صحيفة سعودية تتخذ من الدمام مقراً لها تتبع لدار اليوم للصحافة والطباعة والنشر وقد عمل في هذه الجريدة وفي فترات متفاوتة عدد من الأدباء العرب منهم الشاعر الفلسطيني محمد القيسي والروائي عبد الكريم السبعاوي والكاتب عبد العزيز السيد والناقد رجاء النقاش، والكاتب صالح الحاجة من تونس، والإعلامي محمد البوعناني من المغرب، وغيرهم، وقد انشئت صحيفة اليوم قبل 50 سنة في المنطقة الشرقية في عهد الملك فيصل، وبدأت بدايات متواضعة في النهضة الاقتصادية للمنطقة الشرقية وفي وقت صحافة الأفراد مرت الجريدة في مرحلة تعثر وفي السبعينيات بدأ تأسسها الحقيقي بتولي الشيخ حمد المبارك وهو العراب الحقيقي لجريدة اليوم كما اعطى الجريدة هوية جديدة والاستقرار الذي ساعد جريدة اليوم بالنهضة واهتمامها بالجانب الثقافي، ما وضع جريدة اليوم على خارطة الصحافة في المملكة هو اهتمامها بشأن الثقافي والشعري والأدبي، وقد كانت صوت للشعراء والأدباء وقاموا بإنشاء منصات رقمية في الوقت الحالي كما انهم قد سجلوا شراكتهم مع «بلوم بير» وهي قاعدة مهمة لرأي كما انها استقطبت مفكرين وخبراء في الاقتصاد، فالجوانب الرئيسية التي تهتم بها جريدة اليوم هي التركيز على كتاب الرأي والاقتصاد والصناعة، ونختم بمقولة عبد الوهاب الفايز «ان الصحافة فن وليست علم».

العدد الأول من الجريدة21 فبراير 1965 م

## تاريخ الدار
بدأت هذه الصحيفة مسيرتها مع صدور نظام المؤسسات الصحفية عام 1383 هـ عندما فكر عدد من المثقفين في إصدار صحيفة في المنطقة، حيث صدر العدد الأول بتاريخ 20 شوال 1384 هـ الموافق 21 فبراير 1965 م وكانت تصدر مرة في الأسبوع بثماني صفحات، ثم تحولت إلى جريدة نصف أسبوعية اعتباراً من العدد رقم 164، وتاريخ 2 ذو الحجة 1385 هـ الموافق 24 مارس 1966 م. ثم بدأت تصدر ثلاث مرات في الأسبوع اعتباراً من العدد رقم 514، وتاريخ 19 رجب 1391 هـ الموافق 8 سبتمبر 1971 م باثنتي عشرة صفحة. ثم تحولت إلى جريدة يومية اعتباراً من العدد رقم 1320، وتاريخ 29 رجب 1398 هـ الموافق 4 يونيو 1978 م وتتجاوز صفحاتها الأربعين وتنفرد بملاحق يومية وأسبوعية متخصصة.

## رؤساء التحرير
1. حسين خزاندر - أول رئيس تحرير
2. حسن المطرودي
3. محمد البازعي
4. خليل الفزيع
5. محمد الصويغ
6. محمد العجيان
7. محمد العلي
8. عثمان العمير
9. خليل الفزيع - للمرة الثانية
10. صالح العزاز
11. عتيق الخماس
12. خليل الفزيع - للمرة الثالثة
13. سلطان البازعي
14. عتيق الخماس
15. محمد الوعيل -
16. عبدالوهاب الفايز -
17. سليمان أباحسين -
18. عمر الشدي - رئيس التحرير حالياً.[1]

## اليوم الإلكتروني
لهذه الجريدة نسخة إلكترونية تسمى اليوم الإلكتروني بدأت في منصف عام 2002، إلى غاية 1 يناير 2011 حيث تم بعدها إطلاق موقع تفاعلي جديد في اطار مشروع تطوير الجريدة.

شعار اليوم الإلكتروني

## رؤساء مجلس الإدارة
1. الشيخ حمد المبارك
2. الشيخ عبدالله أبونهيه
3. المهندس أحمد بن عبد الله الزامل
4. معالي المهندس عبد العزيز بن محمد الحقيل
5. الوليد بن حمد آل مبارك - رئيس مجلس الإدارة حالياً.